# Romain Zingle
Romain Zingle (Lobbes, 29 januari 1987) is een Belgisch voormalig wielrenner. 

## Carrière
Zingle kwam sinds 2013 uit voor Cofidis. Hij reed in 2008 een half seizoen bij Cofidis, als stagiair.
Hij werd tweemaal tweede in Luik-Bastenaken-Luik voor beloften en eenmaal derde in Parijs-Tours voor beloften. In 2009 werd hij tevens tweede in de Triptyque des Monts et Châteaux.
In zijn eerste jaar als prof deed hij mee aan de Ronde van Spanje. Hij werd tweede in de tiende etappe.
In 2015 moest Zingle noodgedwongen stoppen door hartproblemen.

## Erelijst
2007
- 1e in Ronde van Namur
  - 3e in 3e etappe
- 3e in 5e etappe Bizkaiko Bira

2008
- 2e in Provinciaal Kampioenschap Henegouwen, Individuele tijdrit (Elite)
- 3e in Provinciaal Kampioenschap Henegouwen (Elite)
- 2e in Luik-Bastenaken-Luik (U23)
- 2e in Parijs-Tours (U23)
- 2e in Circuit du Hainaut
- 5e in Opzullik
- 5e in GP Joseph Bruyère

2009
- 3e in Belgische Nationale Kampioenschappen op de weg, Individuele tijdrit (Beloften)
- 2e in Luik-Bastenaken-Luik (U23)
- 2e in Triptyque des Monts et Châteaux
  - 4e in 1e etappe
  - 2e in 2e etappe
  - 2e in 4e etappe
- 2e in Circuit des Ardennes
- 1e in Circuit du Hainaut
- 5e in Parijs-Mantes-en-Yvelines (U23)
- 5e in Hooglede (B)

## Resultaten in voornaamste wedstrijden
| Jaar | Ronde van Italië | Ronde van Frankrijk | Ronde van Spanje |
| ---- | ---------------- | ------------------- | ---------------- |
| 2009 |                  |                     |                  |
| 2010 |                  |                     | 85e              |
| 2011 |                  | 152e                |                  |
| 2012 |                  | 90e                 |                  |
| 2013 |                  |                     |                  |
| 2014 |                  |                     | 83e              |

| Jaar | Milaan-San Remo | Gent-Wevelgem | Ronde van Vlaanderen | Parijs-Roubaix | Luik-Bast.‑Luik | Ronde van Lombardije | Parijs-Tours | Waalse Pijl | Brabantse Pijl |  | Wereldranglijsten |
| ---- | --------------- | ------------- | -------------------- | -------------- | --------------- | -------------------- | ------------ | ----------- | -------------- |  | ----------------- |
| 2009 |                 |               |                      |                |                 |                      |              |             | 79e            |  |                   |
| 2010 |                 |               |                      | buit.tijd      | opgave          | opgave               |              | 71e         |                |  | 180e (UWK)        |
| 2011 | 133e            | 139e          | 125e                 | 92e            |                 |                      |              |             | 7e             |  |                   |
| 2012 |                 |               |                      |                |                 |                      | 96e          |             |                |  |                   |
| 2013 |                 | 68e           |                      | opgave         | 134e            |                      | 19e          |             | 18e            |  |                   |
| 2014 |                 | 36e           | opgave               |                | 121e            |                      | opgave       | 91e         | 22e            |  |                   |

## Ploegen
- 2008- Groupe Gobert.com.ct
- 2008- Cofidis (stagiair)
- 2009- Willems Verandas
- 2010- Cofidis
- 2011- Cofidis
- 2012- Cofidis
- 2013- Cofidis
- 2014- Cofidis
- 2015- Cofidis